# Le Fou de Firleiouwka
Le Fou de Firleiouwka est un roman de Leopold von Sacher-Masoch paru en 1889. Loin des thèmes masochiens, cette œuvre fait référence à une expérience individuelle. 
Elle raconte l'expérience mystique d'un personnage qui passe, aux yeux de tous, pour un fou.

## Résumé
Un orage, un voyageur et son cocher cherchent à s'abriter.  Ils arrivent à Firleiouwka[Où ?], une seule habitation. Le cocher déconseille : « peut-être vous recevra-t-il[Qui ?] à cause du temps, mais ce serait inutile d'y songer s'il faisait beau. » 
Un certain Serbratowitsch les reçoit, qui déclare vivre avec son domestique et son fils. 
Serbratowitsch parle beaucoup de son fils, son intelligence, sa gentillesse, son courage. Ils se mettent à table, la chaise du fils reste vide. Cependant, Serbratowitsch s'adresse à son fils invisible tout au long du repas. « Quand après le souper, nous fûmes réinstallés dans le cabinet de travail, Serbratowitsch appela son fils et le fit asseoir à côté de lui, près de la cheminée, où était établi un coin de feu charmant, un peu dans la pénombre.  - Viens mon enfant, viens ici, sur mes genoux, murmura-t-il, en enlaçant de ses bras son fils, qui était aussi loin de lui que l'étaient les étoiles. »(...) « Quand nous fûmes en route, mon cocher, se tourna vers moi et me dit à voix basse : « Il a perdu sa femme, et ensuite son fils unique. À la suite de ces tristes évènements, son cerveau s'est déséquilibré. » (...) « Par la pensée, j'étais toujours à Firleiouwka. 
« Sont-ce des fous ou des sages ? me demandais-je. Je ne sais mais si ce sont des fous, du moins leur folie est beaucoup plus belle, plus sublime, plus touchante que notre triste sagesse. »
La description de Serbratowitsch, début de cécité y compris, correspond au portrait physique de Sacher Masoch qui a perdu un fils du même age.
« Le fou de Firleiouwka » fait référence à une donnée d'une expérience individuelle, a priori impossible à envisager, la perte de son enfant. On la voit pourtant s'articuler délicatement avec tout ce que Sacher Masoch, dans la vie commune, a bien senti tomber cruellement sous le coup d'une fatalité naturelle. »
Le Fou de Firleiouwka est édité pour la première fois dans la Revue des deux Mondes.

## Mysticisme?
Comme dans un rêve, Serbratowitsch fait revivre son fils.
« Que la nature est cruelle !  Mais est-ce de la cruauté ?  Elle lui avait tout pris et tout rendu dans le rêve, dans une douce fantaisie qui le rendait singulièrement heureux.  »